# 小行星2991
小行星2991（2991 Bilbo）是一颗绕太阳运转的小行星，为主小行星带小行星。该小行星于1982年4月21日发现。

## 命名
該小行星以英國作家J·R·R·托爾金小說《哈比人》中的主人翁比爾博·巴金斯命名。

## 轨道参数
小行星2991的轨道半长轴为2.3379928 UA，离心率为0.220。